# Os (Hordaland)
Os was een gemeente in de Noorse provincie Hordaland. De gemeente telde 20.152 inwoners in januari 2017. De gemeente fuseerde in 2020 met Fusa tot de nieuwe gemeente Bjørnafjorden, die werd opgenomen in de op dezelfde dag gevormde provincie Vestland.

## Plaatsen in de gemeente
Een bekend eiland van Os is Lysøen. Dit was eigendom van de musicus Ole Bull en doet tegenwoordig dient als museum en wandelgebied. Plaatsen in de gemeente Os zijn:
- Hagavik
- Osøyro
- Søfteland
- Søre Øyane
- Søvik